# بوتول، تاسمانیا
بوتول (به انگلیسی: Bothwell) یک شهرک در استرالیا است که در تاسمانی واقع شده‌است.